# سیب سخت‌پوست
سیب سخت‌پوست(نام علمی: Angophora floribunda) نام یک گونه از سرده آنگوفورا است.